# Vizes vajtartó

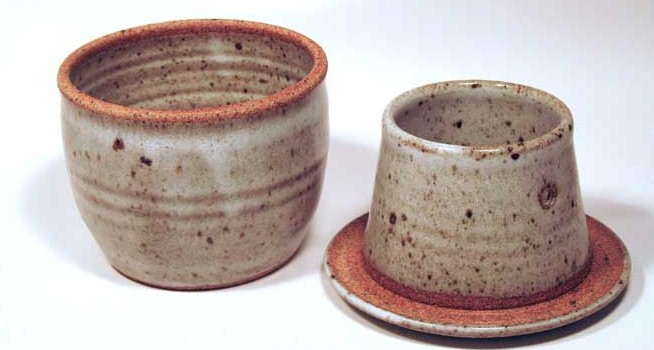
Francia, vagy más néven vizes vajtartó. A jobb oldalon lévő fedelet vajjal megtöltik, majd fejjel lefelé fordítva a másik, vízzel teli edényre teszik

A vizes vajtartó egy olyan edény, amely képes hűtés nélkül megőrizni a vaj frissességét, és mindig kenhető a vaj benne. A vizes vajtartó két részből áll: a felső részbe teszik a vajat, hogy hozzátapadjon az edény falához. Az alsó részbe vizet öntenek, majd a felső részt behelyezik a vizet tartalmazó edénybe. Ennek következtében a víz légmentesen zárja a vajat, az nem kap oxigént, így nem romlik meg, ezért hűtés nélkül is tárolható.  
A vizes vajtartóban a vizet 2-3 naponta cserélni kell, és fontos, hogy ne kerüljön bele por, morzsa, piszok. Szobahőmérsékleten (kb. 27 °C-ig) így a vaj hűtés nélkül tartható.

## Története
Egyes források szerint a vizes vajtartót először a 19. század végén Vallauris-ban, Franciaországban készítették, amely akkoriban a kerámia kézművességéről volt híres. Ezért nevezik francia vajtartónak is. Mások azt gondolják, hogy Bretagne-ban vagy Normandiában hozták létre – mindkét régió a vajtermelésről volt ismert akkoriban. Tömeges gyártása az 1980-as években kezdődött el. 

## Fordítás
Ez a szócikk részben vagy egészben  a   French butter dish című angol Wikipédia-szócikk ezen változatának fordításán alapul.  Az eredeti cikk szerkesztőit annak laptörténete sorolja fel. Ez a jelzés csupán a megfogalmazás eredetét és a szerzői jogokat jelzi, nem szolgál a cikkben szereplő információk forrásmegjelöléseként.